# Biotita
La biotita es un grupo de minerales, clásicamente considerado como mineral, pero que a partir de 1998 la IMA ya no reconoce como mineral el término biotita, desaconseja su uso como tal y lo considera nombre de "grupo" para la flogopita, la siderofilita, la annita y la eastonita.
La biotita fue nombrada por J.F.L. Hausmann en 1847 en honor del físico francés Jean-Baptiste Biot,  quien, en 1816, investigó las propiedades ópticas de la mica, descubriendo muchas de sus propiedades.

## Características
Químicamente es un filosilicato de hierro y aluminio, del grupo de las micas, dando lugar a distintos minerales de este grupo por sustituciones en la fórmula: Lepidomelana (FeO), Manganofilita (Mn), Wodanita (Ti),  Natrobiotita (Na), Hendricksita (Zn)

## Ambiente de formación
Es un grupo de minerales muy difundido, la más común de todas las micas, apareciendo como componente principal o accesorio de numerosas rocas ígneas (granitos, sienitas, traquitas, etc.), metamórficas y sedimentarias.
En la imagen de la derecha se pueden observar las láminas dobladas, consecuencia de su formación en ambiente metamórfico, en concreto su origen es el macizo alcalino de Canaã, Río de Janeiro, Brasil.

## Usos
Por sus propiedades como aislante, unido a la flexibilidad de sus cristales y la facilidad con que se exfolian en láminas finas, ha sido tradicionalmente usado en la industria como aislante eléctrico o térmico de instalaciones. 